# Кочмарёв, Николай Никифорович
Никола́й Ники́форович Кочмарёв (1917—2007) — Гвардии полковник Советской Армии, участник Великой Отечественной войны, Герой Советского Союза (1944).

## Биография
Николай Кочмарёв родился 25 декабря 1917 года в Чите. В 1934 года проживал в Москве, где окончил девять классов школы и работал токарем. Работу совмещал с учёбой в аэроклубе. В 1940 году Кочмарёв был призван на службу в Рабоче-крестьянскую Красную Армию. В 1942 году он окончил Балашовскую военную авиационную школу пилотов. С октября того же года — на фронтах Великой Отечественной войны.
К середине мая 1944 года гвардии капитан Николай Кочмарёв командовал эскадрильей 95-го гвардейского штурмового авиаполка 5-й гвардейской штурмовой авиадивизии 1-го смешанного авиакорпуса 17-й воздушной армии 3-го Украинского фронта. К тому времени он совершил 111 боевых вылетов на штурмовку скоплений боевой техники и живой силы противника, его важных объектов.
Указом Президиума Верховного Совета СССР от 2 августа 1944 года гвардии капитан Николай Кочмарёв был удостоен высокого звания Героя Советского Союза с вручением ордена Ленина и медали «Золотая Звезда».
После окончания войны Кочмарёв продолжил службу в Советской Армии. В 1951 году он окончил Военно-воздушную академию. В 1956 году в звании полковника Кочмарёв был уволен в запас. Работал лётчиком в Полярной авиации. В 1966 году заочно окончил исторический факультет МГУ . Скончался в Москве.
Также награждён двумя орденами Красного Знамени, орденом Александра Невского, двумя орденами Отечественной войны 1-й степени, рядом медалей.